# Madingley
Madingley – wieś w Anglii, w hrabstwie Cambridgeshire, w dystrykcie South Cambridgeshire. Leży 6 km na zachód od miasta Cambridge i 81 km na północ od Londynu. W 2001 miejscowość liczyła 206 mieszkańców.